# Лувань
Район Лува́нь (кит. упр. 卢湾区, пиньинь Lúwān Qū) — бывший район городского подчинения города центрального подчинения Шанхай (КНР). Был расположен к югу от Народной площади.

## История
Название района в переводе означает «Залив Лу», и происходит от ныне несуществующей речки. Эта река называлась «Залив семьи Ло» (罗家湾), но так как на шанхайском диалекте иероглиф 罗 читается как «лу», то название реки в итоге стали записывать через другой, омонимичный иероглиф — 卢家湾 (кит. Луцзявань, шанх. Lukaue).
После Первой опиумной войны на территории будущих районов Лувань и Сюйхуэй разместилась Шанхайская французская концессия. Французы протранскрибировали местное прочтение иероглифов «Луцзявань» как «Lukawei», и этот этноним вошёл в названия местного полицейского участка, тюрьмы и кладбища для иностранцев. От времён французского владычества остались платаны, высаженные вдоль главных улиц. На территории французского сеттльмента проживали многие известные исторические личности: Сунь Ятсен, Мао Цзэдун, Чжоу Эньлай, Агнес Смедли, Мэй Ланьфан, Го Можо, Чжан Дацянь и другие.
Права на территорию международного сеттльмента были возвращены китайскому правительству в 1943 году.
В 2011 году район Лувань был присоединён к району Хуанпу.

## Административно-территориальное деление
Район Лувань делится на 4 уличных комитета.

## Достопримечательности
- Дом Сунь Ятсена
- Дом-музей первого съезда КПК
- Синьтяньди
- Большой мост Лупу